# São Pedro (Covilhã)
São Pedro ist ein Ort und eine ehemalige Gemeinde (Freguesia) im portugiesischen Kreis Covilhã. Die Gemeinde hatte 2235 Einwohner (Stand 30. Juni 2011).
Am 29. September 2013 wurden die Gemeinden Covilhã (São Pedro), Canhoso, Covilhã (Conceição), Covilhã (Santa Maria) und Covilhã (São Martinho) zur neuen Gemeinde União das Freguesias de Covilhã e Canhoso zusammengeschlossen.